# Warilochromis
Warilochromis è un genere estinto di pesci ossei predatori appartenente alla famiglia Cichlidae, noto per la specie Warilochromis unicuspidatus. I fossili provengono dalla Formazione Ngorora del Miocene superiore, situata nel Kenya centrale. Si tratta di uno dei più antichi rappresentanti noti della tribù Haplochromini, un gruppo dominante tra i ciclidi africani attuali.

## Scoperta ed etimologia
Warilochromis è stato scoperto nel giacimento di Waril, parte del Membro E della Formazione Ngorora. L’olotipo, e unico esemplare conosciuto, è uno scheletro quasi completo, mancante solo di alcune ossa visibili come impronte. Il nome generico deriva dal sito di ritrovamento “Waril” e dal greco antico chromis, termine tradizionalmente usato per varie specie di pesci e ricorrente nella nomenclatura dei ciclidi. Il nome specifico unicuspidatus unisce i termini latini “unus” (uno) e “cuspis” (punta), riferendosi alla dentatura unicuspidata delle mascelle.

## Descrizione
Warilochromis raggiungeva una lunghezza totale di circa 8,2 cm (6,9 cm di lunghezza standard), un terzo dei quali rappresentato dal cranio. La dentatura orale era formata da denti unicuspidati e caniniformi ben sviluppati, con denti più piccoli nelle file interne, mentre i denti faringei erano principalmente bicuspidi, con cuspidi prominenti. Il corpo era robusto, con la massima altezza subito dietro la testa e un peduncolo caudale corto e stretto.
Lo scheletro presenta una cresta sopraoccipitale bassa, un parasfenoide diritto e massiccio, un premascellare sottile e un processo neurocraniale robusto. Il numero di vertebre era pari a 33, di cui 19 addominali e 14 caudali. Le pinne pelviche avevano un raggio spinoso e cinque raggi ramificati; la pinna dorsale continua possedeva 14 spine e 10 raggi; la pinna anale presentava tre spine e nove raggi. La pinna caudale era leggermente troncata e formata da 16 raggi principali segmentati. L’esemplare era quasi interamente ricoperto da scaglie, tranne che nella regione predorsale e sulla testa.

## Classificazione
Warilochromis appartiene alla tribù Haplochromini e potrebbe essere imparentato con il genere attuale Pseudocrenilabrus, con il quale condivide alcune caratteristiche morfologiche, come la struttura del lacrimale. Tuttavia, differenze significative indicano che occupavano nicchie ecologiche differenti: Pseudocrenilabrus predilige ambienti fluviali, mentre Warilochromis abitava ambienti lacustri.
La sua antichità e distribuzione geografica mettono in discussione l’ipotesi secondo cui i ciclidi aplocromini si sarebbero originati nel Lago Tanganica durante il Pliocene (5–6 milioni di anni fa), suggerendo invece una origine precedente nel ramo orientale del sistema di rift africano, con connessioni idrografiche tra il Kenya centrale e il bacino del Congo.

## Paleoecologia
La dentatura caniniforme indica una dieta predatoria. In base alla morfologia corporea, Warilochromis era probabilmente un predatore da agguato o un “cacciatore balistico”, piuttosto che un inseguitore attivo. Il lago Waril, dove è stato rinvenuto, era un paleo-lago vulcanico di circa 30–35 km², esistito per un periodo breve (10.000–20.000 anni), con acque calde, alcaline e anossiche sul fondo.
Nel lago conviveva con altri ciclidi fossili, come Baringochromis (probabilmente erbivoro o insettivoro) e Tugenchromis, di cui però non si conosce la dentatura. Warilochromis potrebbe aver cacciato piccoli pesci lungo le zone rocciose del litorale.